# ピオトル・フィヤス
ピオトル・フィヤス（Piotr Władysław Fijas、1958年7月27日 - ）はポーランド、シロンスク県ビェルスコ＝ビャワ出身の元スキージャンプ選手。

## プロフィール
18歳でインスブルックオリンピック代表に選ばれたが補欠に回り出場は無かった。
1979年のスキーフライング世界選手権で銅メダルを獲得、1980年1月27日、地元ザコパネでスキージャンプ・ワールドカップ初勝利。
1987年3月にプラニツァでのフライングで194mを飛び世界最長記録を樹立、この記録は1994年にマルティン・ヘルバルトが196mを飛んで更新するまで7年間記録であった。
1988年カルガリーオリンピック終了後膝のケガの影響で現役を引退した。現役を退いた後はポーランドナショナルチームのコーチを歴任している。
ワールドカップ通算3勝（2位1回、3位6回）、ポーランド選手権で70m級5回、90m級では7年連続を含む8回優勝した。